# Egliswil
Egliswil (schweizertyska: Eglischwiil) är en ort och kommun i distriktet Lenzburg i kantonen Aargau, Schweiz. Kommunen har 1 544 invånare (2023).